# Сікіхор (провінція)
Сікіхор (себ. Lalawigan sa Siquijor; філ. Lalawigan ng Siquijor) — провінція Філіппін, розташована в регіоні Центральні Вісаї. Адміністративним центром є муніципалітет Сікіхор. На північ від Сікіхора розташований острів Себу, на захід — острів Негрос, на північний схід — Бохоль, на південь, через море Бохоль — острів Мінданао.
Сікіхор — третя найменша провінція за кількістю населення в країні (після провінцій Камігуїн та Батанес). Деякий час вона була частиною провінції Негрос. Під час іспанського колоніального періоду острів називали Isla del Fuego (острів вогню). Сікіхор асоціюється з містичними традиціями корінного населення, на чому заробляє індустрія туризму.

## Рельєф
Сікіхор за походженням є кораловим островом. Рельєф острова горбистий, в багатьох місцях острова пагорби досягають моря, утворюючи уривисті скелі. Найвища точка острова — близько 628 метрів над рівнем моря.